# Bârlad
Bârlad este un municipiu în județul Vaslui, Moldova, România. Bârlad este localizat în estul țării, în regiunea Moldova. Până la instaurarea regimului comunist în România, Bârladul a fost reședința județului Tutova. În anul 1950, Bârladul devine reședința regiunii Bârlad, una din cele 18 regiuni care formau Republica Populară Română. La acea dată doar Suceava, Iași, Bacău și Galați beneficiau în Moldova – alături de Bârlad – de statutul de oraș regional. Ulterior, în 1956, Bârladul pierde statutul de reședință de regiune, devenind centrul unui raion din regiunea Iași. Reîmpărțirea administrativă a țării din anii 1968 în județe situează orașul în județul Vaslui.

## Așezare geografică
Municipiul Bârlad se situează, din punct de vedere geografic, aproape de intersecția paralelei de 46º 14' latitudine nordică cu meridianul de 27º42' longitudine estică. În cadrul țării ocupă o poziție estică. În unitatea fizico-geografică a Podișului Moldovei, se situează în zona de contact dintre dealurile Fălciului la est și colinele Tutovei la vest. Este așezat pe valea consecventă a râului Bârlad (de unde a împrumutat și denumirea).
În zonă sunt mai multe văi în confluență: dinspre est valea Popeni, a Trestianei și a Jăravățului; dinspre nord văile Horoiata și Simila; din nord-vest râul Tutova și altele. De-a lungul văilor, din totdeauna, s-au organizat drumuri, permițând orașului bune legături cu așezările din preajmă și de la distanțe apreciabile: din valea Prutului, a Dunării de Jos, a râul Siretului. Analizând geneza localității, geograful Vintilă Mihăilescu apreciază Bârladul ca târg de vale tipic. Altitudinea maximă din aria urbană este de 172 m, iar cea minimă de 89 m.

## Climă
Localitatea beneficiază de o climă temperat-continentală, excesivă specifică Podișului Moldovei. Radiația solară însumează în zona orașului o valoare anuală de 120250 calorii pe cm2. Valoarea maximă aparține lunii iulie (17510 calorii/cm2), iar cea minimă lunii decembrie (2590 calorii/cm2).
1. ↑  Rezultatele alegerilor locale din 2016, Biroul Electoral Central
2. ↑  „Anexă: Denumirea și componența unităților administrativ-teritoriale pe județe”. Legea 290. Parlamentul României. 2018.
3. ↑  Cârcotă, Vasile (1998). Coordonate geografice în Oltea Rășcanu Gramaticu, Istoria Bârladului, ed. I. Editura Odeon, Vaslui, 1988. p. p.20-21.

Temperaturile aerului, urmărite sistematic din 1896 la stațiile din localitate, ne indică următoarele valori medii: temperatura anuală este de 9,8 °C. Cea maximă, din iulie, este de 21,4 °C, iar cea mai scăzută, din luna ianuarie, este de -3,6 °C. Ca valori extreme, înregistrate la stația locală, au fost: cea mai ridicată valoare, de 39,7 °C, s-a reținut la 30 iulie 1936; minima absolută de -30,5 °C, a fost la 25 ianuarie 1942.

## Relief
Municipiul Bârlad ocupă o parte a albiei majore a râului cu același nume, pe o suprafață de 1456 de hectare, din care 1028 ha este teren intravilan. Valorile altitudinale cele mai ridicate ale dealurilor din aproprierea orasului se înregistrează în Dealul Crângului, 311 m (la vest) și Dealul Mare, 264 m (la est). Multă vreme regiunea a fost socotită ca lipsită de resurse capabile să dezvolte și să întrețină o viață economică relevantă, însă cercetările geologice efectuate în zonă au pus în evidență asemenea resurse: hidrocarburi (predominant gazeifere) ce se găsesc în dealurile Tutovei, în preajma localității Glăvănești, pietrișuri (ca material de construcții) de Bălăbănești (Cândești) ce se găsesc în platoul Covurluiului, argile și lehmuri leossoide (pentru fabricarea cărămizilor de construcții), straturi acvifere (cu un grad ridicat de mineralizare, ce le-ar putea face utile în tratamente terapeutice), ape de adâncime (excelente surse potabile).
Din punct de vedere geologic și geomorfologic, municipiul Bârlad se suprapune Văii Bârladului care la rândul ei face parte din sectorul Depresiunea Bârlad a Platformei Moldovenești. Platforma Moldovenească, una dintre cele mai vechi unități ale vorlandului carpatic, este constituită dintr-un soclu cristalin precambrian, de natură podolică și dintr-o cuvertură sedimentară cutată, cu grosimi ce cresc spre partea sudică a regiunii. Din profilele naturale și forajele existente s-a constatat că formațiunile geologice de la suprafața sunt alcătuite din depozite pliocene și cuaternare. Meoțianul și dacianul, care apar la suprafață sunt formate din nisipuri, argile și marne, "având pretutindeni la bază un orizont de cinerite andezitice, care constituie un reper important în stratigrafia acestei regiuni".

## Istoric

### Istoria timpurie
Cercetările arheologice de pe raza orașului au scos la lumină urmele unor activități meșteșugărești cum ar fi reducerea minereului de fier și obținerea fierului din solurile feruginoase locale, fier din care se realizau în ateliere specializate diferite obiecte și unele unelte agricole, datând din secolele XI – XII. Însă tot pe raza orașului au fost surprinse și urmele unor activități de obținere și prelucrare a fierului, mult mai vechi, încă din secolele IV – V. În aceeași așezare a fost descoperit cel mai mare centru meșteșugăresc de prelucrare a cornului de cerb din sud-estul Europei, datând din aceeași perioadă. De altfel urme ale unor străvechi civilizații au fost identificate pe raza orașului atestând un înalt nivel de dezvoltare încă de acum 7000 de ani.
Dimitrie Cantemir crede că Paloda din Geografia lui Ptolemeu ar putea fi actualul Bârlad.

### Perioada medievală

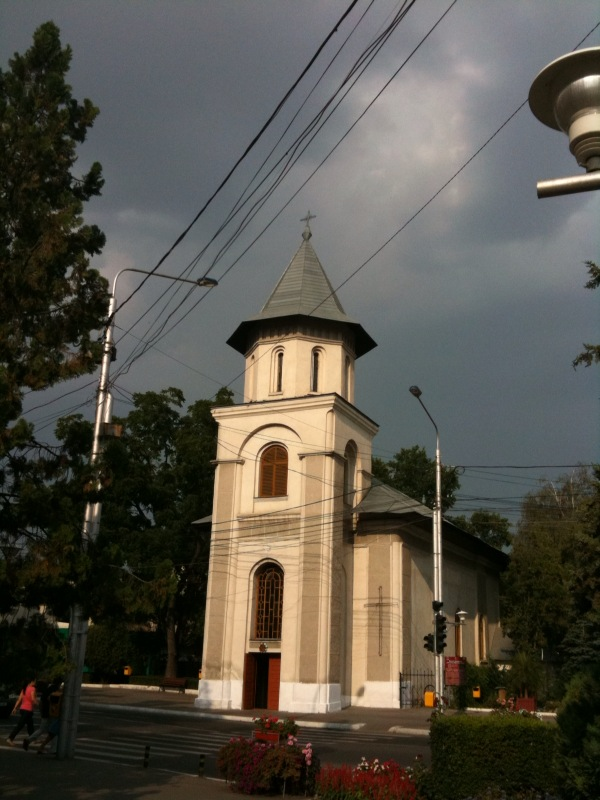
Biserica Domnească

Intensa activitate meșteșugărească a dus la dezvoltarea economico-socială timpurie a localității care a devenit centrul politico-administrativ acelui stat medieval cunoscut în izvoarele vremii sub numele de Țara Berladnicilor („Terra Berladensis”, cum apare în unele izvoare bizantine și în unele acte emise de cancelaria papală).
Un document important ce menționează orașul este cel emis de către domnitorul Alexandru cel Bun (1400–1432), care atestă existența unui târg la Bârlad și prin care dăruie vama târgului Mănăstirii Bistrița pentru întreținere. Apariția timpurie a târgului se datorează așezării sale la răscrucea dintre drumurile comerciale care legau centrul și nordul Moldovei cu lumea bizanțului și cea orientală.
Faptul că aici se desfășura o puternică activitate economică și comercială explică prezența delegației de negustori bârladeni la marele Congres bisericesc de la anul 1418 ținut în Elveția, așa cum menționează documentul acestui Congres cunoscut sub numele de "Contizilium Buch".
În timpul lui Ștefan cel Mare la Bârlad se afla și reședința vornicului Țării de Jos a Moldovei. Tot aici a funcționat temporar și cancelaria domnească de unde Ștefan cel Mare, domnitorul Moldovei, emite unele documente. În urma bătăliei din anul 1475 de la Vaslui, Ștefan cel Mare hotărăște construirea unei fortificații de pământ la Bârlad, localizată în lunca râului Bârlad având rolul strategic de a opri armatele turcești în drumul lor spre centrul Moldovei. Fiind așezat în mijlocul Țării de Jos a Moldovei, pe axul invaziei tătarilor, a fost prădat și ars de aceștia în anii 1440, 1444 și 1450.
În perioada medievală, ca urmare a condițiilor istorice vitrege și asezării geografice, Bârladul a cunoscut când perioade de progres, când perioade de decădere și regres datorită deselor incursiuni militare ale tătarilor, turcilor, cazacilor, polonilor, etc. Interceptarea de către turci, după cucerirea orașului Constantinopol (1453) a marelui drum de comerț internațional care traversa Moldova legând nord-vestul Europei cu Orientul și trecand prin Liov–Iași–Bârlad–Galați–Chilia–Cetatea Albă, au stânjenit mult dezvoltarea economică și comercială a orașului. În anul 1758 târgul a fost invadat de peste 100.000 de tătari, invazie despre care scrie contemporanul Daponte care se afla pe atunci la Iași descriind prădălniciunile și batjocurile făcute de tătari în urma cărora Bârladul a fost prădat și ars cu desăvârșire.

### Secolul al XIX-lea

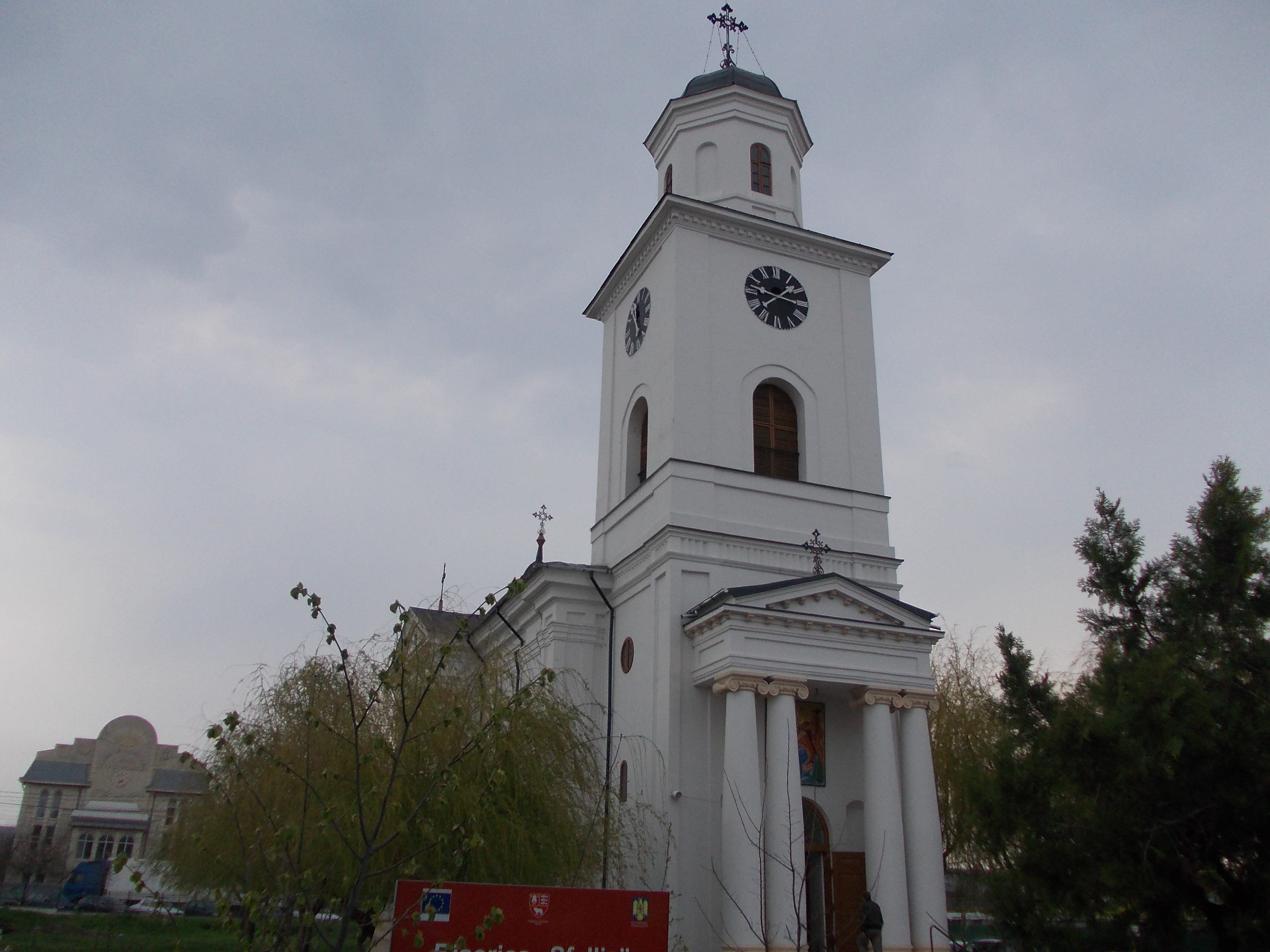
Biserica Sfântul Ilie

În anul 1802, după cutremurul cel mare, consemnat de documente, au fost dărâmate cele mai vechi monumente din oraș, unele dintre ele trebuind să fie reclădite din temelii. Calamitățile s-au repetat de mai multe ori în decursul anilor, culminând cu marele cutremur din 1940 care a distrus jumătate din clădirile orașului. În anul 1822, Bârladul a fost ars și jefuit de turci după înăbușirea răscoalei eteriștilor (luptători pentru independența Greciei), cu care moldovenii au simpatizat, iar în anul 1826 o parte a târgului este mistuită de un puternic indendiu. Cu toate aceste vicisitudini, în a doua jumătate a secolului XVIII și începutul sec. XIX, orașul se reclădește și se repopulează, reluându-și locul de centru comercial și creându-și premizele viitoarei sale dezvoltări economico-sociale.

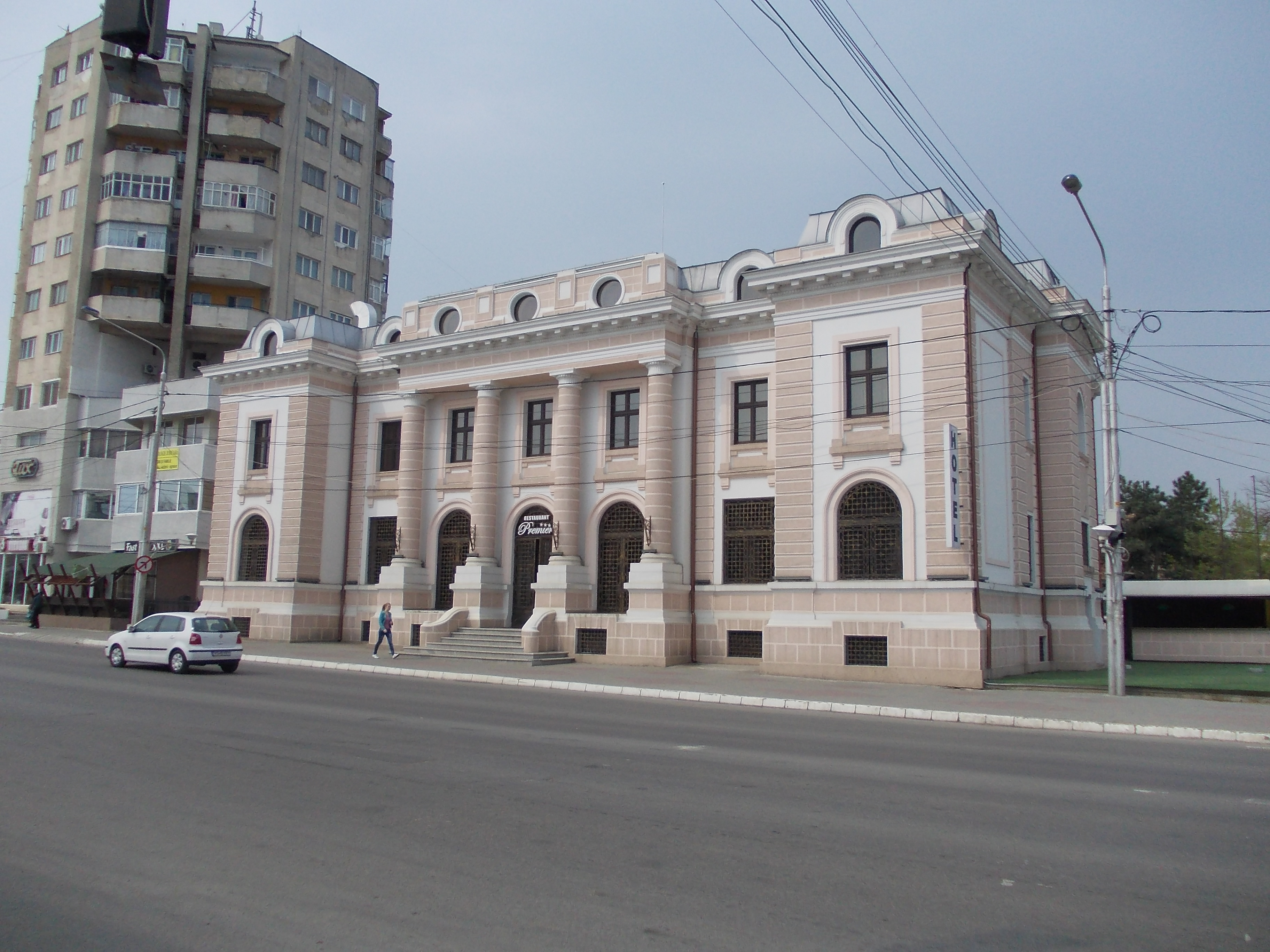
Hotel Premier

Revoluția de la 1848 deschide un nou capitol în istoria Bârladului. Ideile revoluționare care au răscolit întreaga Europă la mijlocul secolului și-au găsit un larg răsunet și în rândul bârlădenilor. Astfel, în preajma anului revoluționar 1848, la Bârlad, ia ființă „Asociația Patriotică” în fruntea căreia se aflau Alexandru Ioan Cuza, Iordache Lambrino, Gheorghe Sion, Ion Cuza, Grigore Cuza și alții, a cărei principal scop erau prefacerile politico-sociale specifice Moldovei și ca țel final unirea Moldovei cu Țara Românească.
Înfăptuirea unirii a fost obiectivul de luptă care a însuflețit masele, în fruntea cărora se găseau cele mai progresiste elemente din Bârlad printre care: Manolache Costache Epureanu, Iorgu Radu, Ioan Popescu și alții, care au creat acea atmosfera care a dus la dubla alegere ca domnitor a lui Al.I Cuza, „fiu al Bârladului”. Născut in "Mahalau de Gios a Târgului" (în prezent strada Al. I. Cuza) de peste „Podul Pescăriei” la data de 12 septembrie 1818 așa cum este stipulat în diploma de bacalaureat a domnitorului, emisă de Universitatea din Paris în data de 21 noiembrie 1836. Dupa înfăptuirea Unirii din anul 1859 și orașul cunoaște o dezvoltare pe multiple planuri alâturi de celelate orașe ale țării.

### Perioada de urbanizare

Vedere din zona centrală

După Primul Război Mondial, conform documentelor primăriei, suprafața locuibilă a Bârladului era de 793.76 ha care, cu mici modificări, s-a păstrat până în anul 1932. În urma marilor inundații din acel an, au fost afectate cartierele Gară și Cazărmi. Acum se va organiza treptat un nou cartier denumit Deal, între zona centrală și Cimitirul “Eternitatea”. Fondul locativ era reprezentat prin construcții modeste, realizate în tehnici tradiționale ﴾chirpici și vălătuci﴿, cu un singur nivel și foarte puține din zidărie învechită. În zonele periferice grădinile erau mai întinse și adăposteau pomi fructiferi, viță de vie, legume, zarzavaturi și multe straturi cu flori. Zona centrală avea cea mai mare densitate locuibilă. Aici erau situate principalele edificii politico-administrative, culturale, unități comerciale, de credit ș.a. Cele 45 de imobile, care dispuneau de unul sau două nivele, erau amplasate, în majoritate, pe Strada Mare, devenită Regală. La începutul secolului al XX–lea inginerul Gheorghe T. Negruți a conceput primul plan topografic al Bârladului, apreciat deosebit de favorabil de specialiști. Pe acest plan se indicau limitele orașului, rețeaua de străzi și clădiri existente, constituind un element important de orientare tehnică. Se presupune că a existat și un plan de sistematizare al orașului, întocmit prin anul 1920 de către inginerul Davidescu, dar nu s-a păstrat. În baza acestuia se consideră că s-au amplasat marile clădiri din zona centrala a orașului: Primăria, Banca Națională și altele. Strada Mare (Regală) se întindea de la Cazărmi la Grădina Publică, străbătând orașul pe o lungime de circa 4 km, fiind pavată cu piatră cubică de granit, în dreptul Grădinii Publice fiind asfaltată.

### Centrul cultural

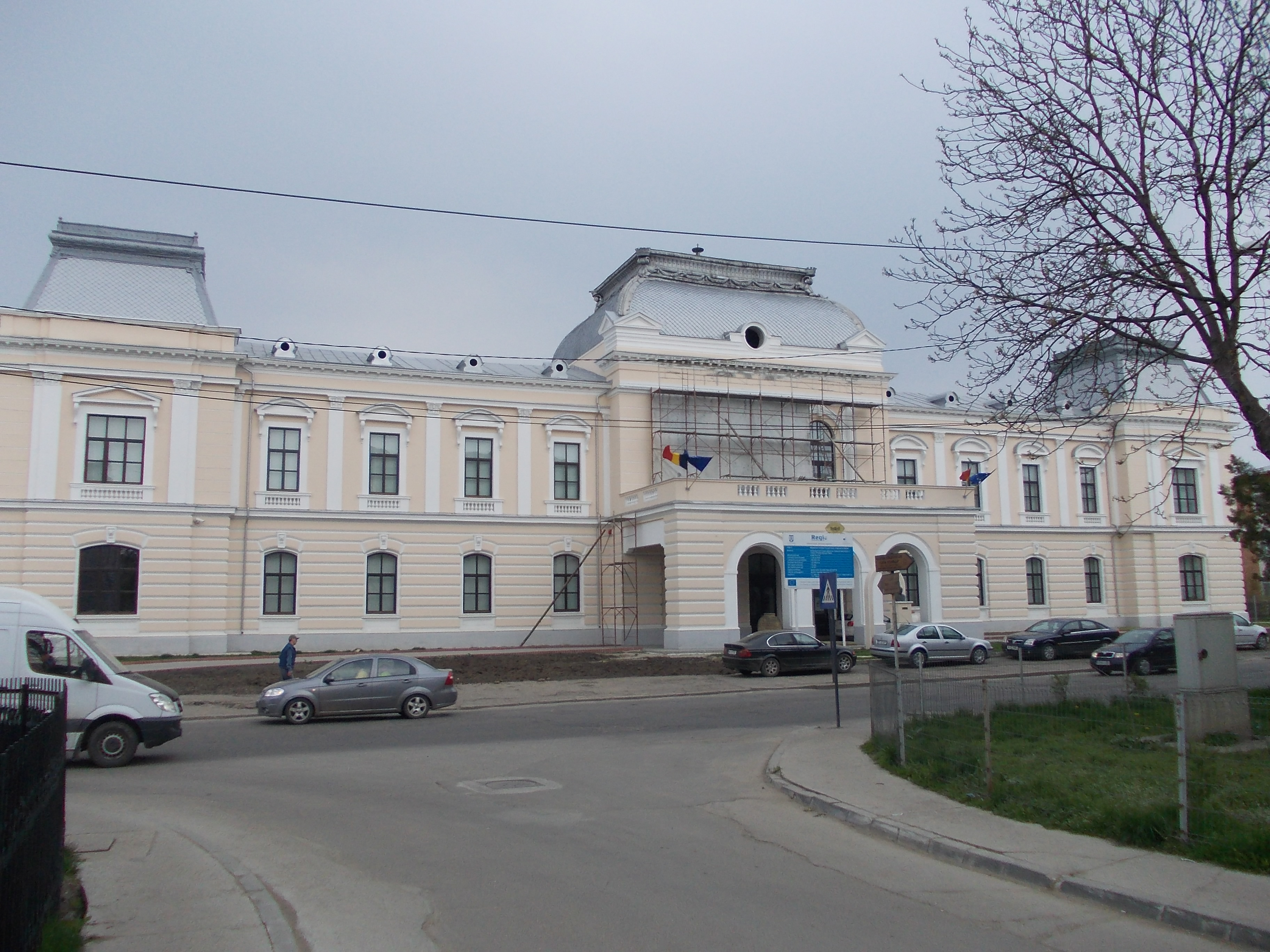
Muzeul „Vasile Pârvan”

Pavilionul expozițional „Guguianu”

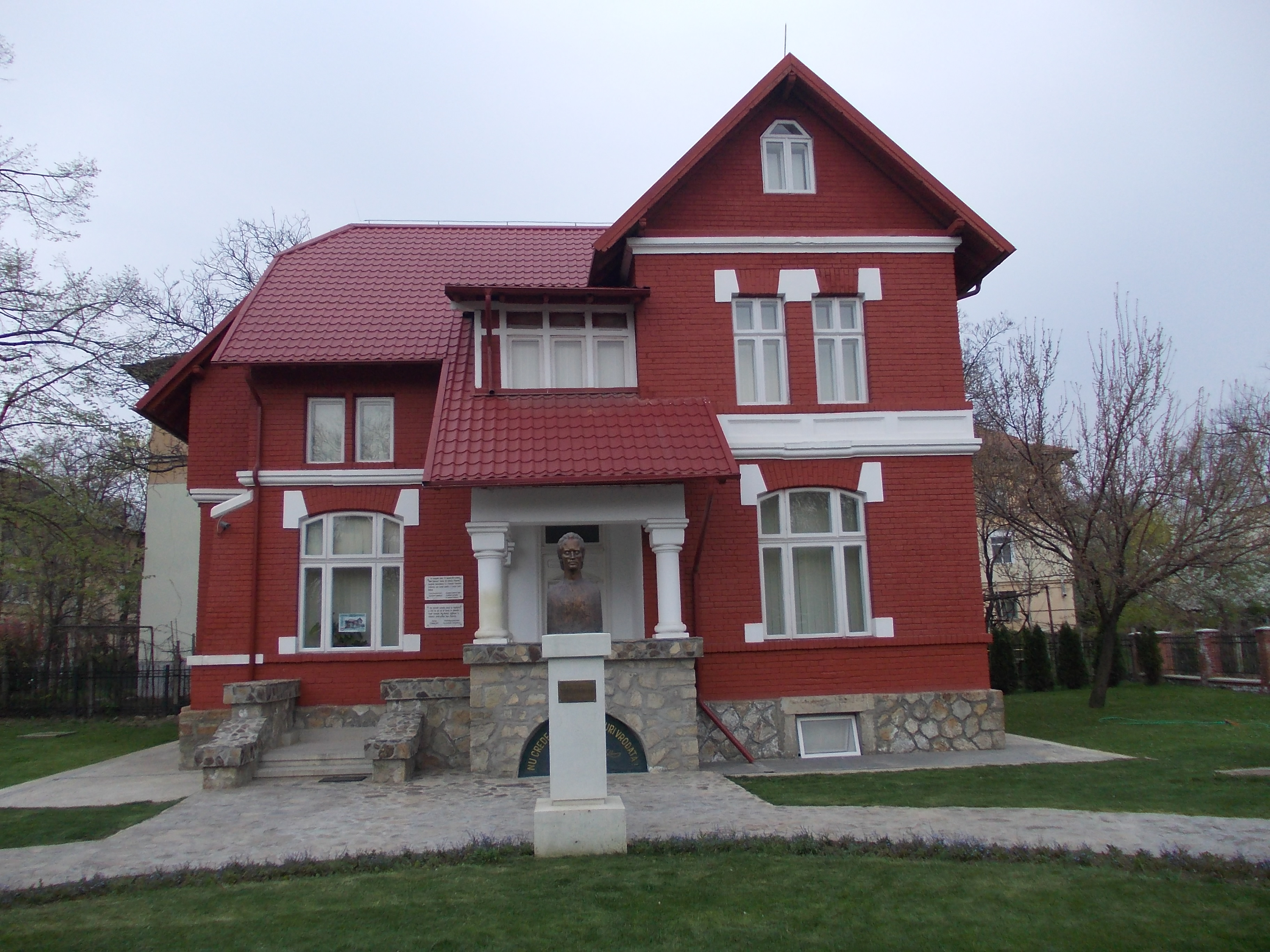
Centrul Cultural „Mihai Eminescu”

Casa de Cultură „George Tutoveanu”

- „Bârlad, o vreme... un fel de Weimar..." - G. Călinescu, Istoria literaturii române... Ed.a II-a, București 1982, p. 646.
- „În Bârlad, orice fapt de spiritualitate nu poate fi o întâmplare..." - C. D. Zeletin, Revista Pagini Medicale Bârlădene, 126-127, p. 2.

Rolul important pe care l-a jucat Bârladul este reflectat și în avântul pe care îl cunoaște dezvoltarea activităților culturale. Astfel la 1 decembrie 1832 se deschide prima „Școală de băieți nr.1". Primul pas spre învățământul secundar din oraș este făcut la data de 2 octombrie 1846 când ia ființă „Clasul real Gh. Roșca Codreanu". În anul 1858, „Clasul Real Codreanu" se transformă în gimnaziu, fiind singurul oraș din Moldova, cu excepția Iașiului, în care funcționează un gimnaziu. Ca urmare a reformei învățământului realizată de domnitorul Al. I Cuza în anul 1864, gimnaziul se transforma in liceu, numărându-se printre primele orașe din țară în care funcționa un liceu.
Un rol important în dezvoltarea, propagarea și afirmarea vieții spirituale l-a avut și presa locală, care număra peste 150 de publicații periodice în a doua jumătate a sec. XIX și până în primele decenii ale sec. XX. Primul spital public se inaugurează în anul 1838 prin contribuția obștească și donațiile unor intelectuali bârlădeni.
Dezvoltarea învățământului a creat o puternică atmosferă spirituală care a determinat crearea unor instituții de cultură specializate. Astfel, în anul 1909 profesorul Stroe S. Belloescu donează orașului o clădire, cu destinație testamentară de a fi folosită pentru adăpostirea unei biblioteci publice și a unui muzeu. În anul 1914 un grup de intelectuali bârlădeni în frunte cu profesori de la Liceul Codreanu se constituie în Comitetul de fondare a muzeului bârlădean, muzeu care își inaugurează activitatea cu o pinacotecă și o expoziție de istorie.
Printre societățile cultural-literare existente în Bârlad se numără și „Academia Bârlădeană”, înființată în anul 1915 de un grup de intelectuali, în frunte cu poetul George Tutoveanu, Toma Chiricuță, Tudor Pamfile, societate care desfășoară o prodigioasă activitate atât în domeniul creației literare cât și în domeniul muzicii și artelor plastice. Activitatea acestei societăți a prilejuit participarea unor mari personalități ale culturii românești care au poposit pe aceste meleaguri. Printre aceștia se numără marele istoric Nicolae Iorga, marele muzician George Enescu, poeții și scriitorii Alexandru Vlahuță, Cincinat Pavelescu, Cezar Petrescu, Victor Ion Popa, George Topârceanu, Ionel Teodoreanu, Tudor Vianu, George Bacovia, Vasile Voiculescu și alții.
Activitatea teatrală bârlădeană debutează în a doua jumătate a secolului XIX. Aici a existat o clădire a teatrului unde, începând cu anul 1860, trupe de actori conduse de Matei Millo, Al. K. Robescu au poposit pe scena teatrului bârlădean. Clădirea a existat pe locul unde este Baia Comunală. În secolul XX a existat un Ateneu Popular și un Teatru Muncitoresc a căror activitate a făcut posibil ca în anul 1953 să ia ființă Teatrul de stat „Victor Ion Popa”.

## Demografie
Componența etnică a municipiului Bârlad
     Români (83,51%)
     Romi (2,34%)
     Alte etnii (0,09%)
     Necunoscută (14,06%)
Componența confesională a municipiului Bârlad
     Ortodocși (83,67%)
     Alte religii (1,51%)
     Necunoscută (14,82%)
Conform recensământului efectuat în 2021, populația municipiului Bârlad se ridică la 52.475 de locuitori, în scădere față de recensământul anterior din 2011, când fuseseră înregistrați 55.837 de locuitori. Majoritatea locuitorilor sunt români (83,51%), cu o minoritate de romi (2,34%), iar pentru 14,06% nu se cunoaște apartenența etnică. Din punct de vedere confesional, majoritatea locuitorilor sunt ortodocși (83,67%), iar pentru 14,82% nu se cunoaște apartenența confesională.
Rata de înlocuire a forței de muncă este de 567,6‰. Deficitul de forță de muncă estimat la nivelul municipiului Bârlad este superior celui național (361 persoane), regional (269 persoane), dar și celui din mediul urban al județului Vaslui (419 persoane).
|  | Graficele sunt indisponibile din cauza unor probleme tehnice. Mai multe informații se găsesc la Phabricator și la wiki-ul MediaWiki. |

Date: Recensăminte sau birourile de statistică - grafică realizată de Wikipedia

## Obiective turistice

Colegiul Național „Gheorghe Roșca Codreanu”

Turla bisericii Sfântul Dumitru

- Colegiul Național „Gheorghe Roșca Codreanu”
- Muzeul „Vasile Parvan”
- Cetatea de pământ din 1476 - ctitor: Ștefan cel Mare
- Teatrul „Victor Ion Popa”
- Parcul Teatrului „Victor Ion Popa”
- Planetariul
- Grădina Zoologică
- Biserica „Sf. Gheorghe” (1496) (ctitor în 1636: Vasile Lupu)
- Biserica „Sfinții Voievozi”
- Biserica „Sfântu Dumitru”
- Biserica „Sfântul Spiridon si Buna Vestire” (1825)
- Biserica „Vovidenia si Sfânta Paraschiva”
- Biblioteca Municipală „Stroe S. Belloescu” (1909)
- Casa Cuza
- Casa Sturdza
- Casa Tuduri
- Casa Bulbuc
- Casa Silvian
- Casa Șuțu
- Casa Roșie - Centrul Cultural „Mihai Eminescu”
- Casa Gheorghe Gheorghiu Dej (devenită, după Revoluția din '89, Grădinița nr. 12, după care a fost închisă și lăsată drept sălaș pentru oamenii străzii). A fost restaurată și redeschisă pentru public în 23 septembrie 2020 sub denumirea de Centru de documentare privind regimurile totalitare din România.
- Cinema Cityplex Victoria
- Clubul elevilor
- Pavilionul expozițional „Marcel Guguianu”
- Clădirea fostei bănci „Deșteptarea”
- Statuia lui Gheorghe Roșca Codreanu.
- Sinagoga
- Liceul Teoretic „Mihai Eminescu”
- Liceul Tehnologic "Petru Rareș"

## Administrație și politică
Municipiul Bârlad este administrat de un primar și un consiliu local compus din 21 consilieri. Primarul, Dumitru Boroș[*], de la Partidul Social Democrat, este în funcție din 2016. Începând cu alegerile locale din 2024, consiliul local are următoarea componență pe partide politice:
|  | Partid                          | Consilieri | Componența Consiliului | Componența Consiliului | Componența Consiliului | Componența Consiliului | Componența Consiliului | Componența Consiliului | Componența Consiliului | Componența Consiliului | Componența Consiliului | Componența Consiliului | Componența Consiliului |
|  | ------------------------------- | ---------- | ---------------------- | ---------------------- | ---------------------- | ---------------------- | ---------------------- | ---------------------- | ---------------------- | ---------------------- | ---------------------- | ---------------------- | ---------------------- |
|  | Partidul Social Democrat        | 11         |                        |                        |                        |                        |                        |                        |                        |                        |                        |                        |                        |
|  | Partidul Național Liberal       | 3          |                        |                        |                        |                        |                        |                        |                        |                        |                        |                        |                        |
|  | Alianța Dreapta Unită           | 3          |                        |                        |                        |                        |                        |                        |                        |                        |                        |                        |                        |
|  | Alianța pentru Unirea Românilor | 2          |                        |                        |                        |                        |                        |                        |                        |                        |                        |                        |                        |
|  | Partidul Puterii Umaniste       | 1          |                        |                        |                        |                        |                        |                        |                        |                        |                        |                        |                        |
|  | Sârbu Bogdan-Ioan               | 1          |                        |                        |                        |                        |                        |                        |                        |                        |                        |                        |                        |

## Educație
În oraș sunt un număr de 43 de unități de învățământː
1. 23 grădinițe;
2. 12 școli;
3. 5 liceeː
  1. Colegiul Național „Gheorghe Roșca Codreanu” din Bârlad;
  2. Liceul teoretic „Mihai Eminescu”;
  3. Liceul Pedagogic „Ioan Popescu”;
  4. Liceul Industrial „Alexandru Ioan Cuza”;
  5. Liceul Tehnologic „Petru Rareș”;
4. Club Sportiv Școlar Mun. Bârlad cu trei secții: atletism, gimnastică artistică și rugby
5. Școli postliceale;
6. Centre de înscriere pentru universități din București și Galați;

## Personalități

Statuia lui Alexandru Ioan Cuza, amplasată în centrul localității

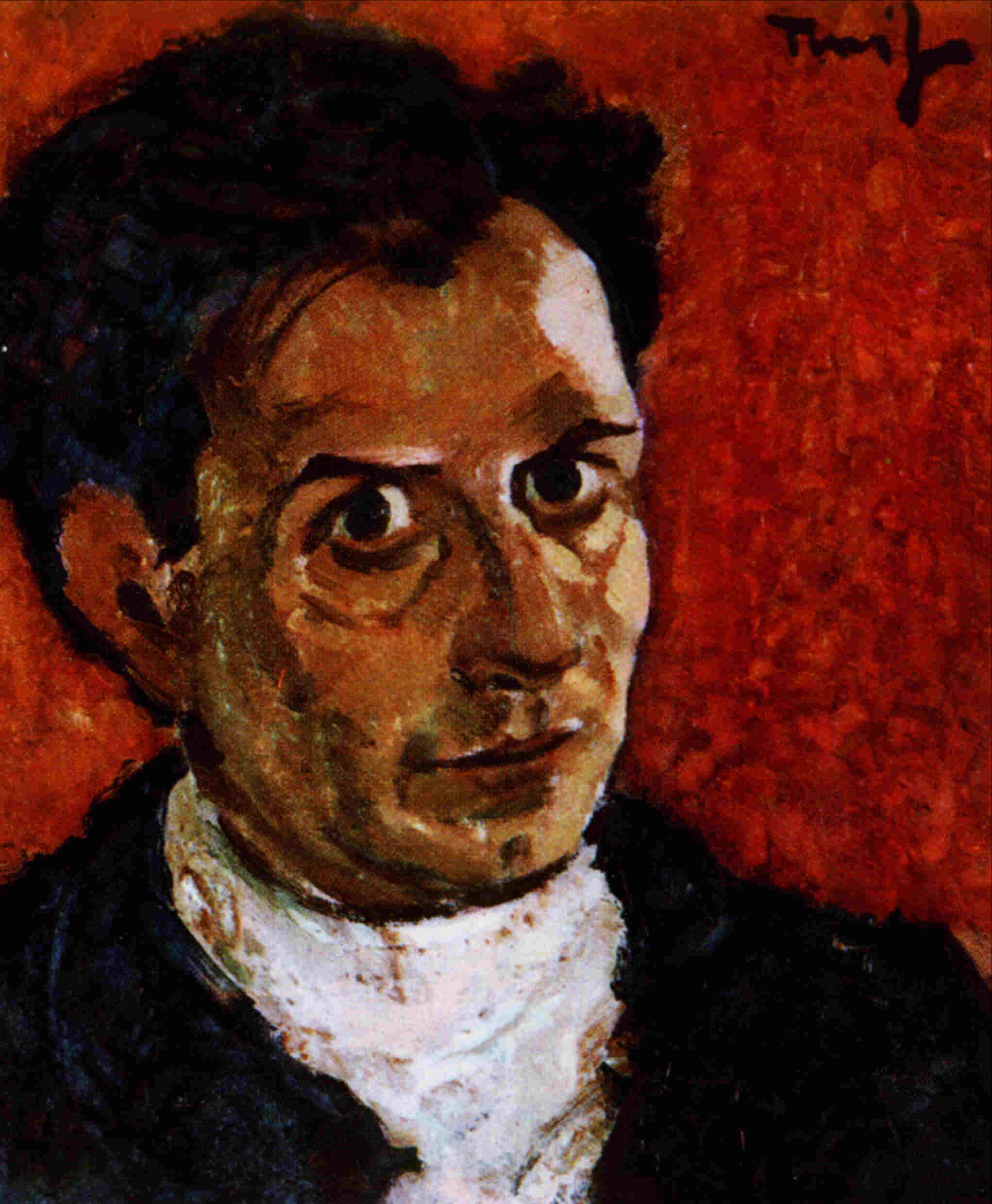
Nicolae Tonitza – autoportre

- Gheorghe Roșca Codreanu (1805–1837), boier filantrop;
- Vasile Sturdza (1810–1870), politician;
- Alexandru Ioan Cuza (1820–1873), primul domnitor al Principatelor Unite și al statului național România;
- Manolache Costache Epureanu (1823–1880), politician, prim–ministru al României;
- Constantin Codrescu (1840–1891), medic;
- George D. Pallade (1857–1903), jurist, profesor, ziarist și om politic;
- Alexandru Philippide (1859–1933), bibliotecar, profesor universitar, membru titular al Academiei Române;
- Nicolae G. Rădulescu-Niger (1861–1944), scriitor, dramaturg, poet;
- Constantin Hamangiu (1869–1932), jurist, membru de onoare al Academiei Române;
- Ernest Juvara (1870–1933), chirurg, profesor universitar;
- Cleante Davidoglu (1871–1947), general;
- George Tutoveanu  (1872–1957), poet;
- Anton Davidoglu (1876–1958), matematician;
- Elena Farago (1878–1954), poetă;
- Petru Pogonat (1880– 1957), jurist și om politic;
- Nicolae Cocea (1880–1949), avocat, scriitor, jurnalist și politician comunist;
- Nicolae Tonitza (1886–1940), pictor și grafician;
- Constantin Vasiliu–Rășcanu (1887–1980), general român;
- Petru Condrea (1888–1967), medic, profesor universitar;
- Grigore Ignat (n. 1889 - d. 1917) ,ofițer român;
- Ion Dimitriu–Bârlad (1890–1964), sculptor;
- Ștefan Procopiu (1890–1972), fizician, profesor universitar, membru titular al Academiei Române;
- Gabriela Chaborski (1891–1936), chimistă;
- Grigore Gafencu (1892–1957), om politic, diplomat și ziarist;
- Alice Gabrielescu (1893–1968), prozatoare, traducătoare și jurnalistă;
- Victor Ion Popa (1895–1946), om de teatru și litere;
- Constantin T. Nicolau (1897–1973), medic, membru corespondent al Academiei Române;
- Max Goldstein (1898–1924), om politic;
- Virginia Sacerdoțeanu (1898 - 1975), istoric, profesor universitar;
- Gheorghe Gheorghiu-Dej (1901–1965), om politic, lider comunist al României;
- Martin Bercovici (1902–1971) a fost un inginer energetician, membru titular al Academiei Române;
- Barbu Zaharescu (1906–2000), demnitar comunist;
- Constantin Manolache (1906–1977), entomolog;
- Radu Ralea (1908–1966), profesor universitar, chimist;
- Florin Ciorăscu (1914–1977), fizician, membru corespondent al Academiei Române;
- Ion Chiricuță (1918–1988), medic oncolog, profesor universitar;
- Marcel Guguianu (1922–2012), sculptor;
- Lorica Gavriliță (1928–2003), medic, profesor universitar;
- Victor Anagnoste (1928–2011), avocat, demnitar;
- Corneliu Vasilescu (n. 1934), pictor și grafician;
- Valeriu Lazarov (1935–2009), producător de televiziune;
- Bujor Nedelcovici (n. 1936), scriitor;
- Virgil Duda (1939–2017), romancier și eseist;
- Cristian Dragomir (n. 1940), medic chirurg, profesor universitar;
- Cezar Ivănescu (1941–2008) poet și dramaturg;
- Dan Ravaru (1941–2020), etnograf;
- Bujor Nedelcovici (n. 1936), romancier și eseist
- Victor Cristea (n. 1949), profesor universitar și om politic;
- Titi Aur (n. 1963), pilot de raliuri;
- Andreea Răducan  (n. 1983), gimnastă, jurnalistă sportivă;
- Corneliu Moldovanu (1883 – 1952), scriitor,
- Andrei Ciobanu (n. 1998), fotbalist.

## Sport
- Fotbal
  - FC Bârlad
  - Fepa 74 Bârlad
  - FC Rulmentul Bârlad
- Rugby
  - Rulmentul Bârlad
  - CSS Bârlad
- Atletism - CSS Bârlad
- Arte marțiale 
  - Myagi Dojo Bârlad
  - Shi Tei Doko Bârlad
  - Wazary Dojo
  - Fight Club Titans Bârlad
- Gimnastică artistică - Sala de gimnastică „Andreea Răducanu”
  - CSS Bârlad

## Media
- Ziare și Reviste
  - Bârlad Online
  - Bună Dimineața Bârlad
  - Cotidianul Est News
  - Jurnal de Bârlad
  - Păreri Tutovene
  - Spinos
  - Ziarul Obiectiv
  - Baaadul literar
- Televiziuni
  - Cony Sat
  - Media Tv
  - Est 1 Tv
- Radiouri
  - VIPP FM
  - Unison FM
  - Jurnal FM Bârlad
  - Pro FM
  - Kiss FM
  - Radio ZU
  - Europa FM

## Imagini

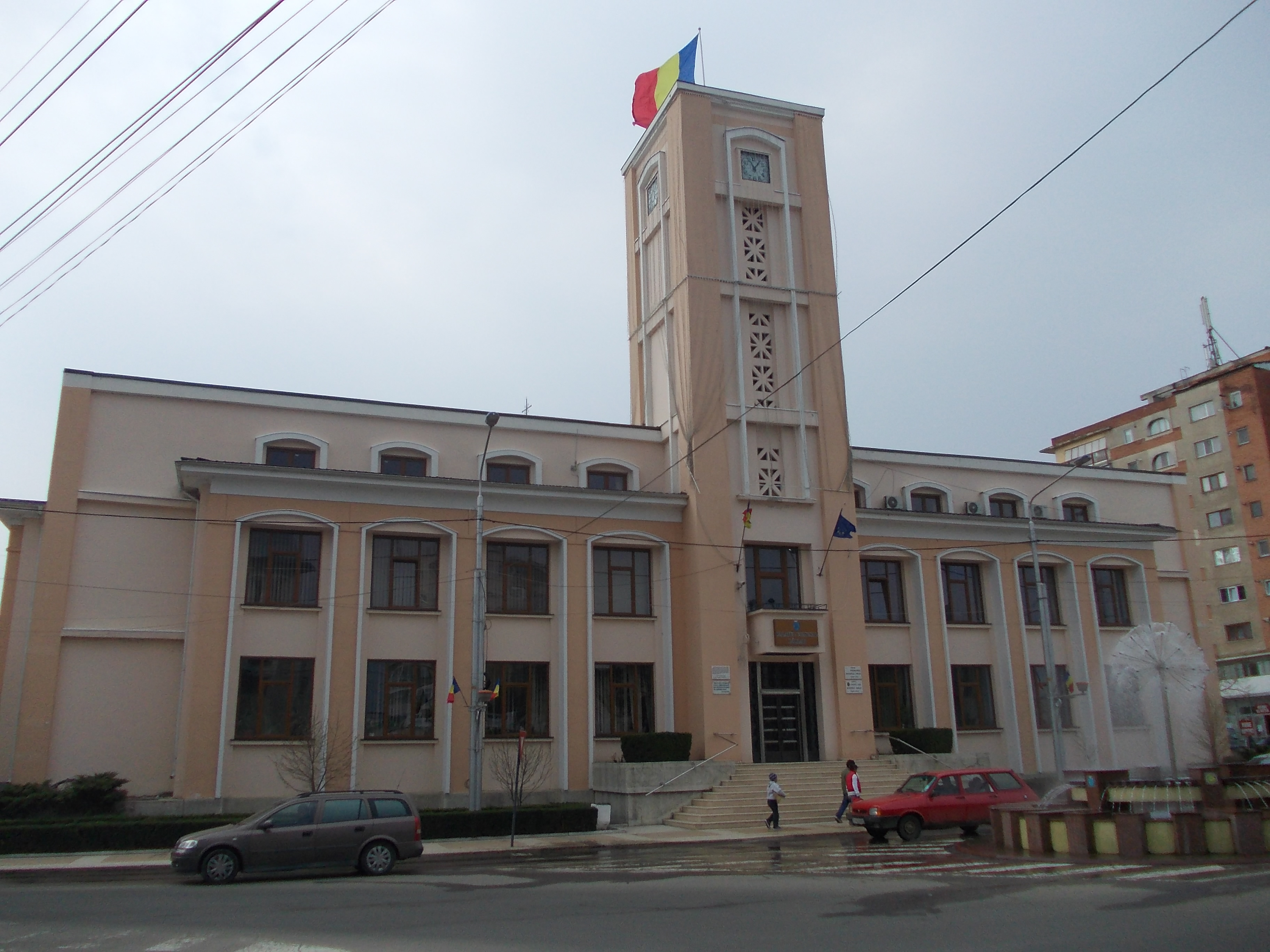
Primăria municipiului Bârlad
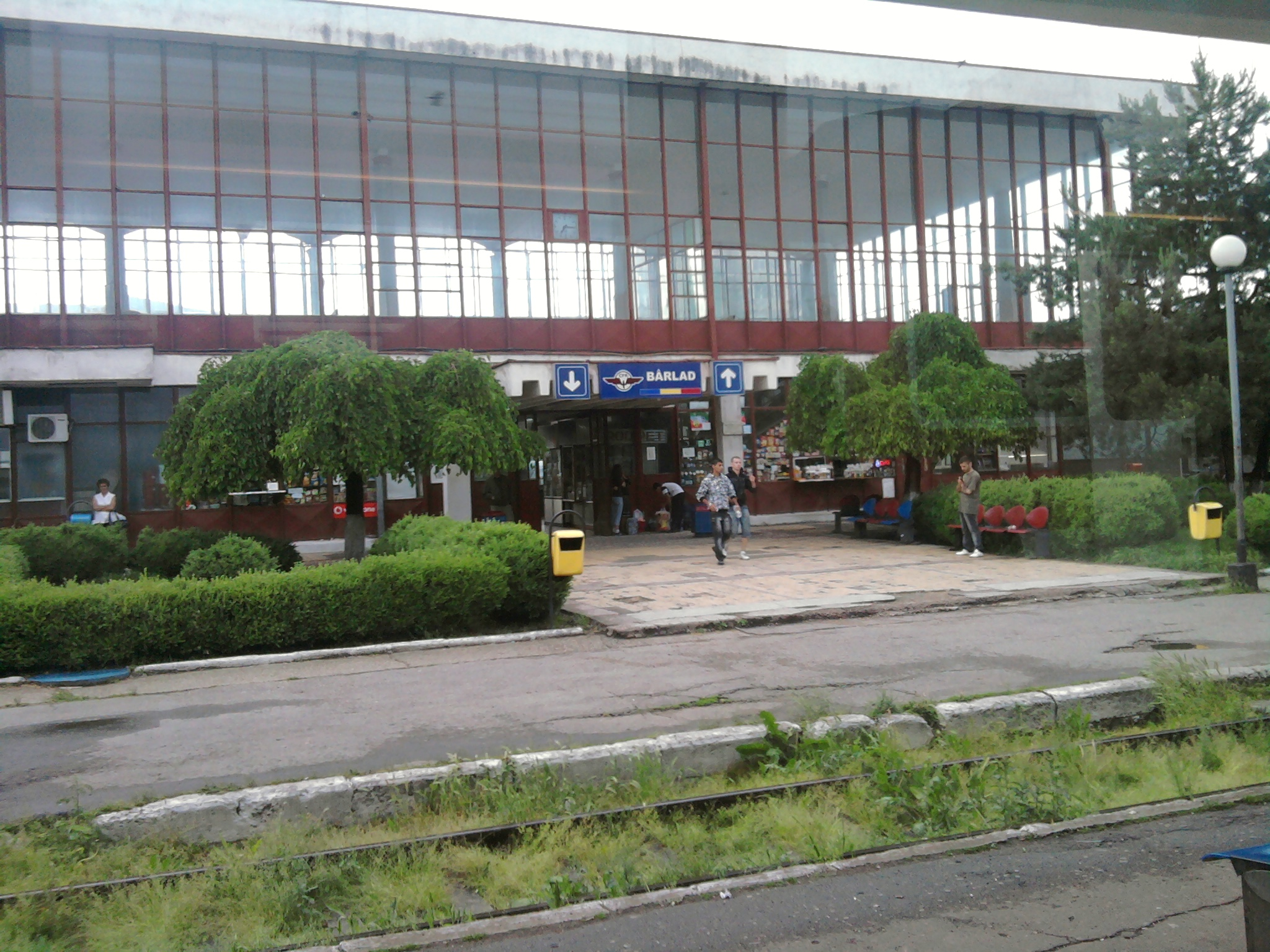
Gara Bârlad
Întreprinderea „Rulmentul” Bârlad
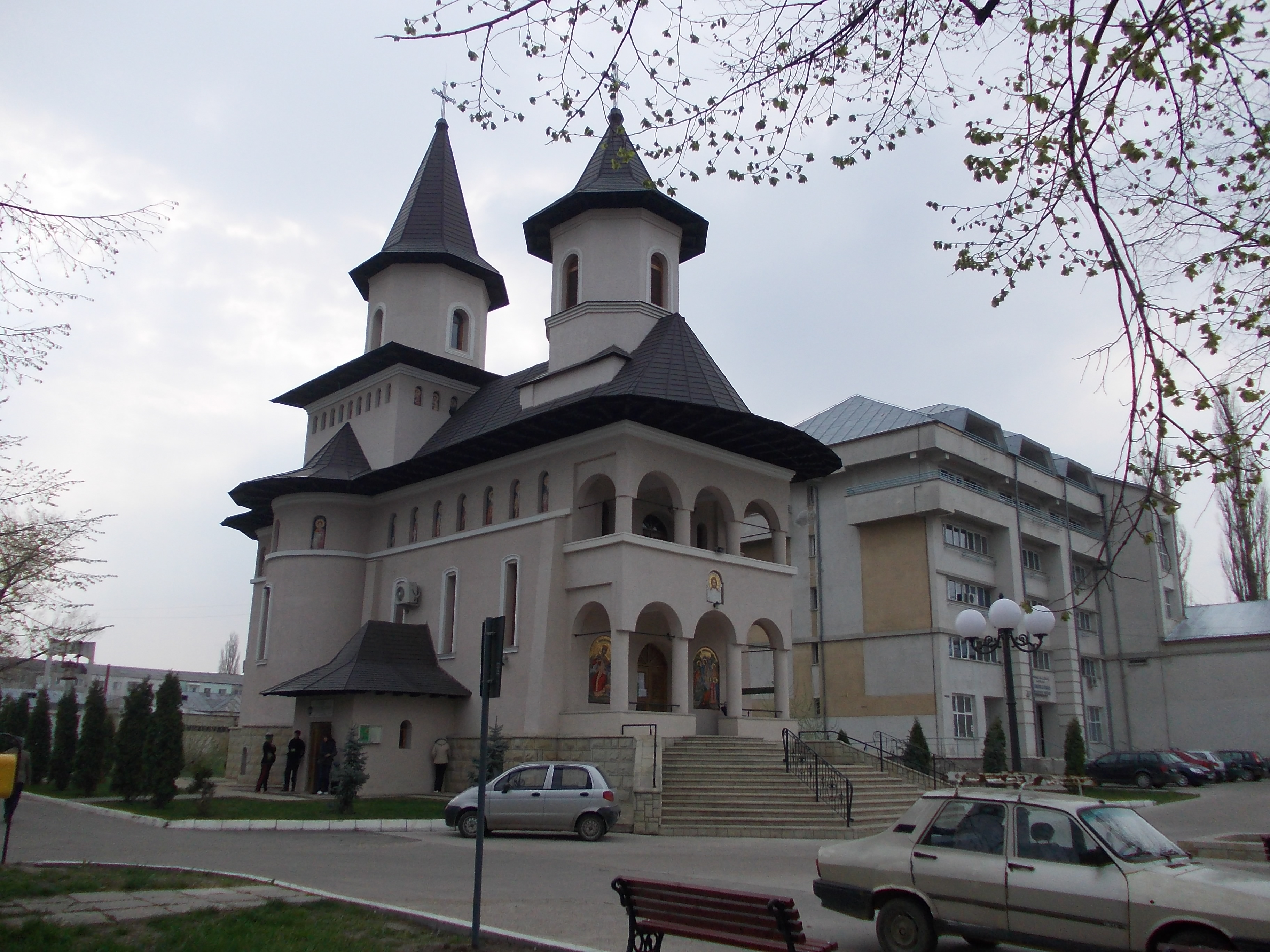
Biserica „Sfânta Ecaterina”
Biblioteca municipală
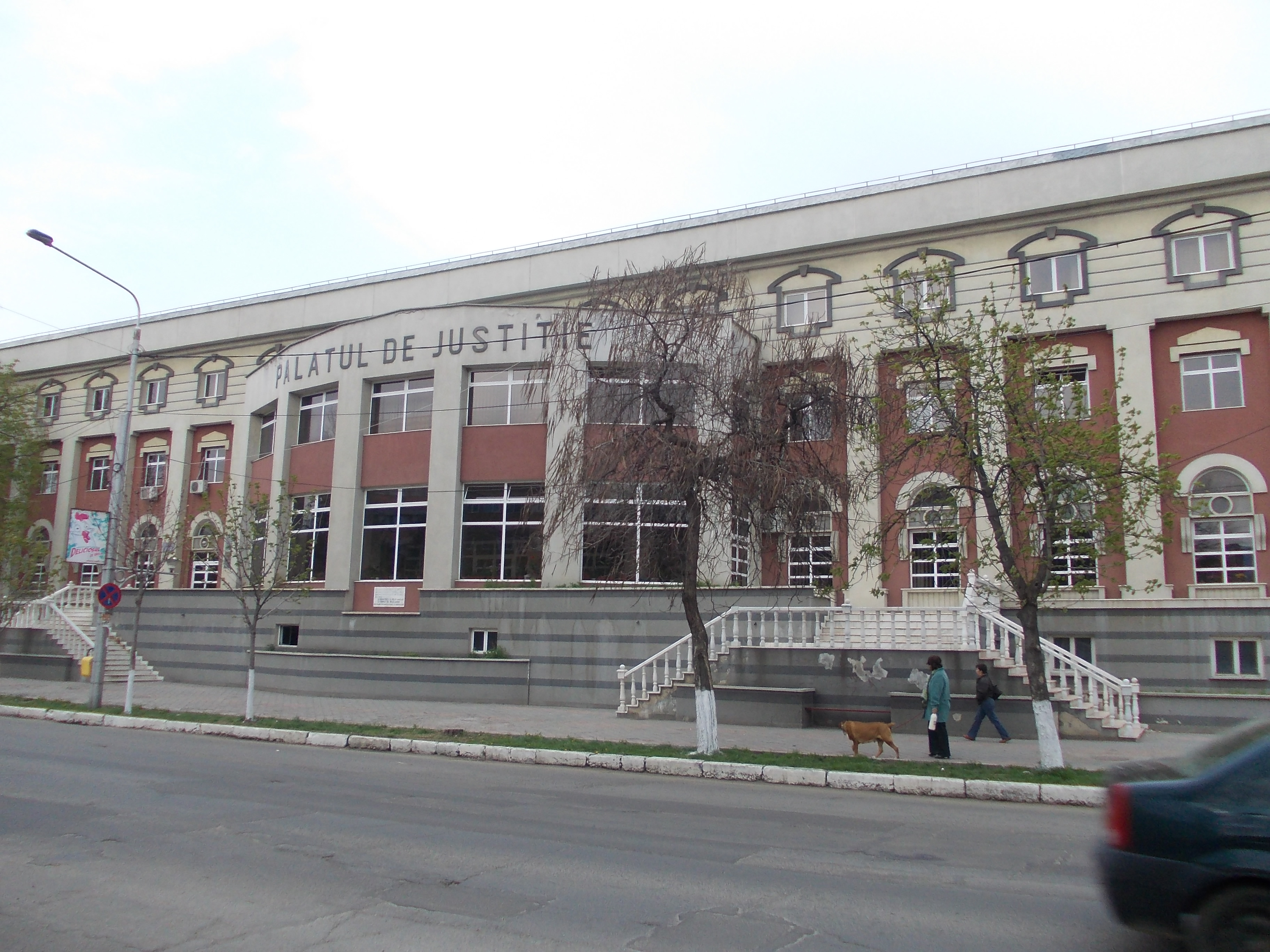
Palatul de Justiție
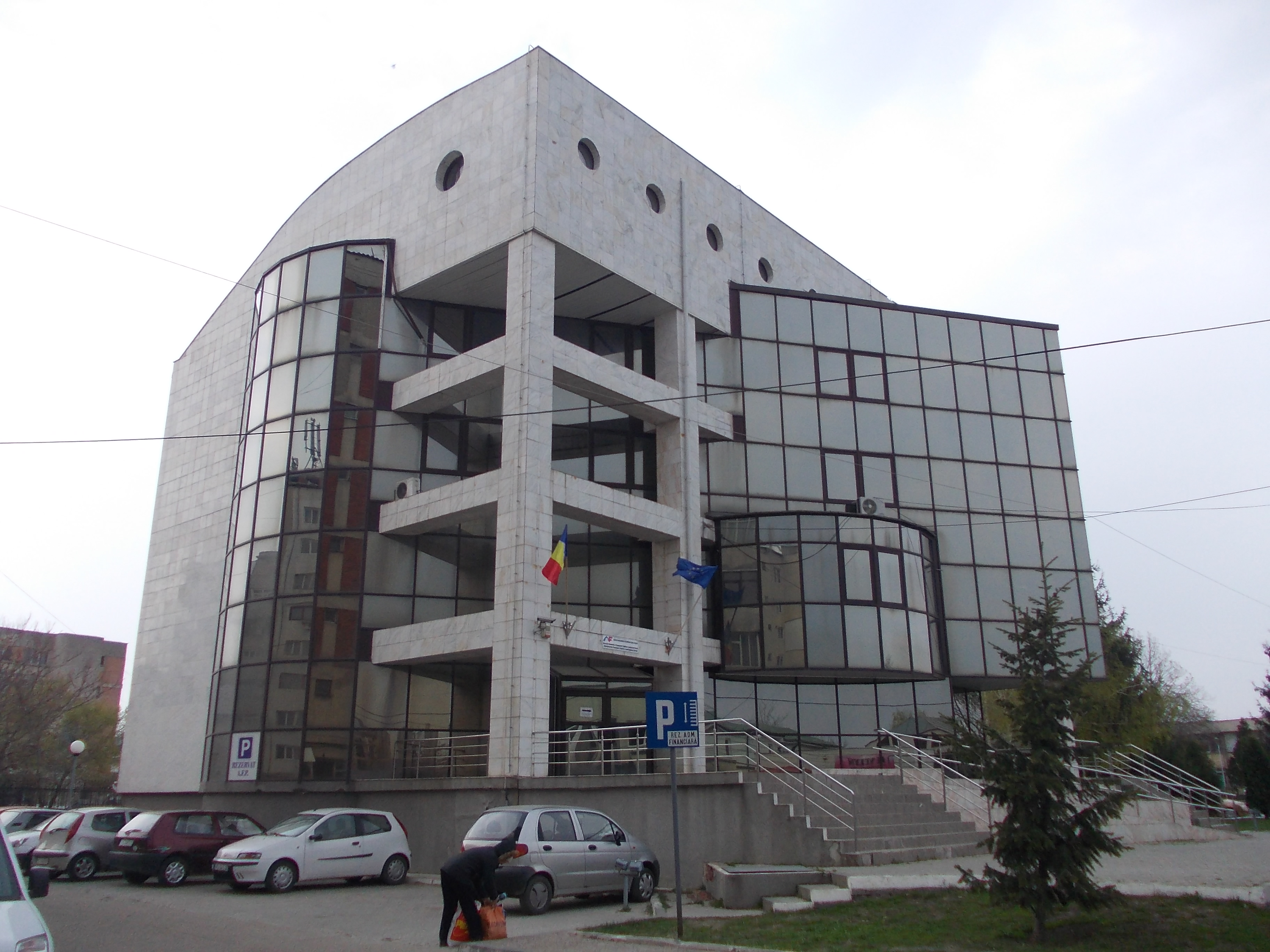
Palatul de Finanțe
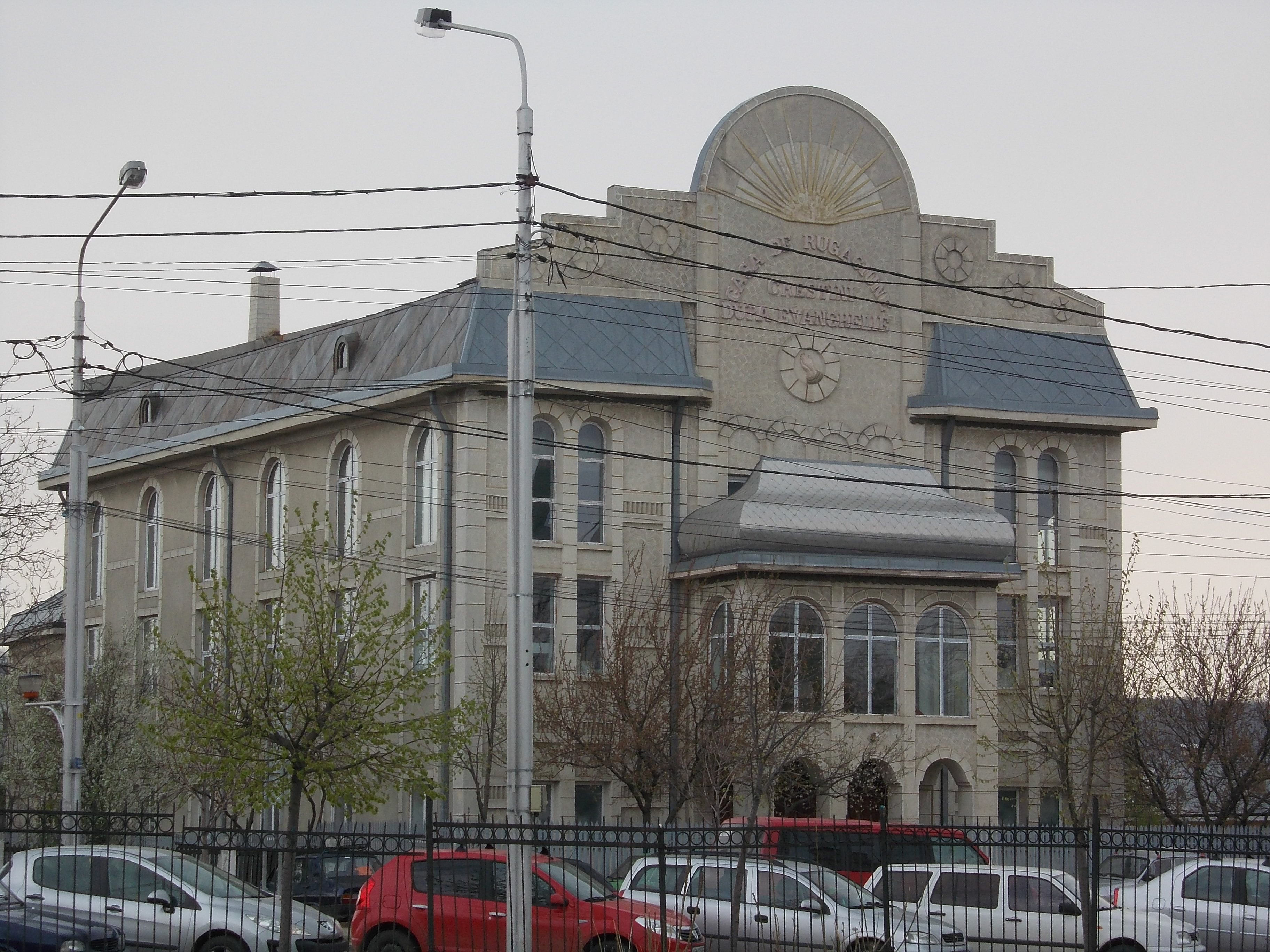
Casă de rugăciune evanghelică
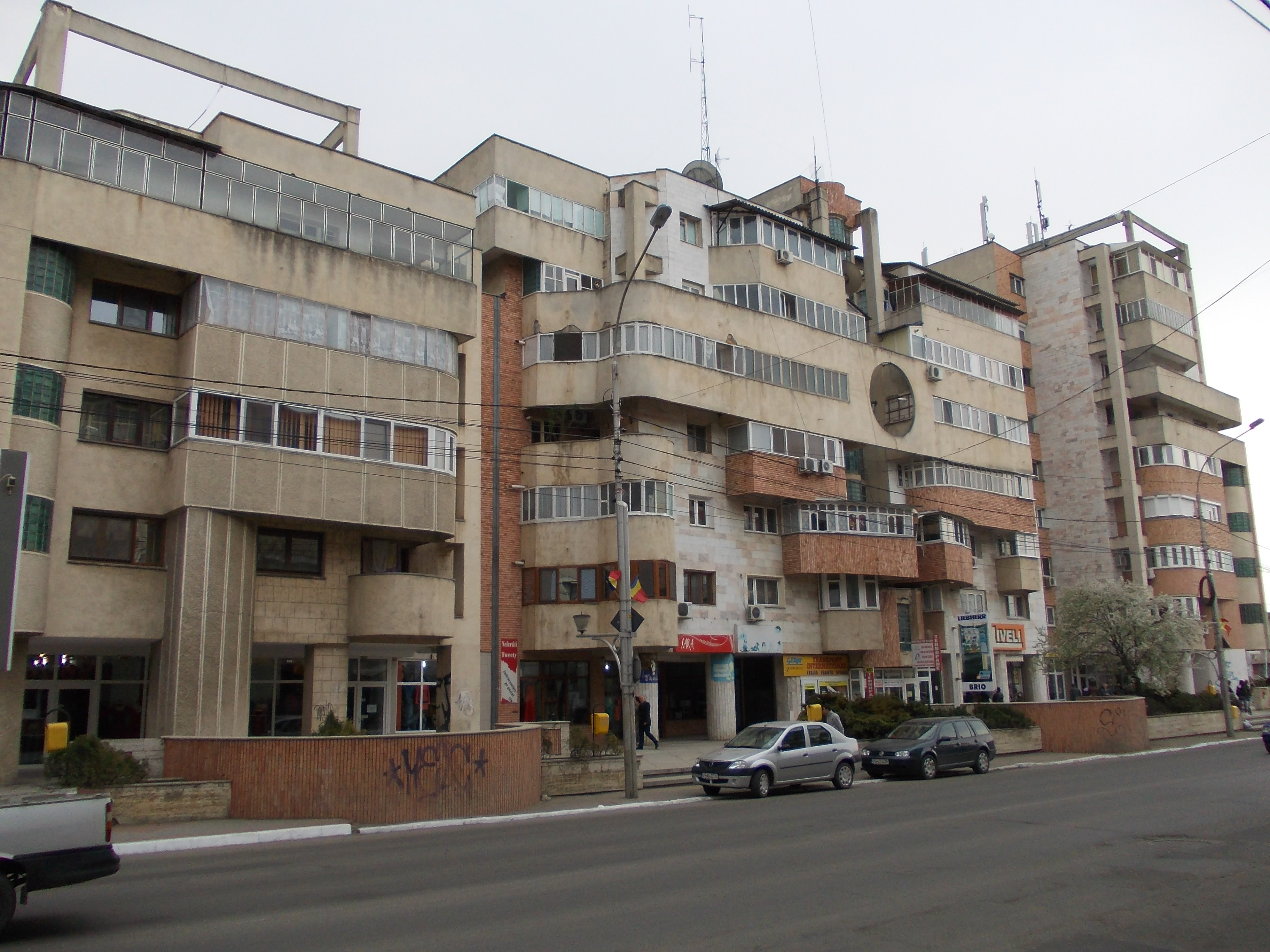
Blocuri de locuințe
Biserică ortodoxă
Biserica „Sfântul Dimitrie”